# Кайиндисай (Алгинський район)
Кайиндиса́й (каз. Қайыңдысай) — село у складі Алгинського району Актюбінської області Казахстану. Входить до складу Маржанбулацького сільського округу.
До 2007 року село називалось Березовка.
Населення — 296 осіб (2021; 321 у 2009, 352 у 1999, 315 у 1989).